# Wilhelm Werner
Wilhelm Werner (6 de junio de 1888 - 14 de mayo de 1945) fue un oficial naval alemán en la Primera Guerra Mundial y general de estado mayor de las SS en la Segunda Guerra Mundial. Como comandante del U-55 durante la Primera Guerra Mundial, participó en varias acciones controvertidas, incluido el asesinato por ahogamiento de tripulaciones rendidas de algunos de los barcos que hundió y ataques a barcos hospitales marcados. El gobierno británico trató de procesar a Werner en los juicios por crímenes de guerra de Leipzig, pero huyó a Brasil, donde se informó que trabajó como arquitecto y plantador de café.
Werner regresó a Alemania en 1924 y, dos años después, un tribunal alemán desestimó los cargos en su contra.
Se unió al Partido Nazi, asegurándose un asiento para ellos en el Reichstag y se unió a las Schutzstaffel (SS) paramilitares.
Werner ascendió al rango de SS-Brigadeführer (equivalente a general de brigada) y durante la Segunda Guerra Mundial sirvió en el gabinete personal de Heinrich Himmler.

## Primeros años y Primera Guerra Mundial
Werner nació el 6 de junio de 1888 en Apolda, Sajonia-Weimar-Eisenach (ahora Turingia). Asistió a la escuela secundaria en Weimar antes de unirse a la Marina Imperial alemana en 1905. Werner fue ascendido a teniente en 1908 y estuvo al mando de los submarinos U-Boot durante la Primera Guerra Mundial.
El 8 de abril de 1917, mientras comandaba el U-55, Werner asesinó a la tripulación del buque mercante británico Torrington. El U-55 había golpeado a Torrington con un torpedo y su tripulación se había rendido. Werner llevó a su capitán a bordo para interrogarlo y dejó deliberadamente a 19 miembros de su tripulación en cubierta cuando se sumergió, ahogándolos. Se desconoce el destino de los 15 tripulantes restantes en un bote salvavidas separado, pero se cree que tampoco sobrevivieron. Torrington permaneció a bordo del U-55 durante el resto de su crucero y después de la guerra afirmó haber sido testigo de los asesinatos de otras dos tripulaciones británicas.
El 31 de julio de 1917, en un crucero separado, el U-55 hundió al SS Belgian Prince; su tripulación fue llevada a la cubierta del submarino, donde Werner ordenó confiscar sus cinturones salvavidas y abrigos y destruir los botes salvavidas. Luego, el U-55 se sumergió, ahogando a todos menos a tres de la tripulación del Belgian Prince. Más tarde en la guerra, Werner y el U-55 hundieron el barco hospital británico Rewa y dispararon contra el barco hospital Guildford Castle con un torpedo que no explotó. Por sus acciones en la guerra, Werner recibió la Orden de Hohenzollern, la Cruz de Hierro de primera y segunda clase y, el 18 de agosto de 1918, la Pour le Mérite. También recibió otras medallas alemanas, búlgaras y turcas.

## Weimar y la Alemania nazi
Después de la guerra, el gobierno británico acusó a Werner de los asesinatos, el hundimiento de barcos mercantes sin previo aviso y los ataques a los barcos hospitales. Más tarde acordaron retirar la mayoría de los cargos, dejando solo los de los asesinatos de los tripulantes de Torrington. Se iban a presentar cargos en los juicios por crímenes de guerra de Leipzig, pero Werner huyó a Brasil. Se informó que trabajó en una plantación de café y como arquitecto en São Paulo. Werner regresó a Alemania en 1924 y el Tribunal del Reich en Leipzig desestimó los cargos en su contra en 1926, como era la práctica del gobierno alemán en los casos pendientes de crímenes de guerra.
Werner se unió a los paramilitares Freikorps y, desde 1925, administró una mansión en Falkenau. Werner se unió con entusiasmo al Partido Nazi en septiembre de 1930. Fue comisionado en la Schutzstaffel (SS) paramilitar del partido en 1931 y se le ordenó establecer la organización en la Alta Silesia.
Werner se convirtió en diputado en el Reichstag por el distrito de Grottkau en junio de 1933. A partir de 1934 representó a Prusia en el Reichstag. Para 1936, había alcanzado el rango de SS-Brigadeführer (equivalente a general de brigada) y durante la Segunda Guerra Mundial sirvió en el gabinete personal de Heinrich Himmler.
Werner murió en su casa de Falkenau el 14 de mayo de 1945, días después del final de la guerra en Europa.